# غاليافولا (بافيا)
غاليافولا (بالإيطالية: Galliavola)‏ هي بلدة تقع في مقاطعة بافيا بإقليم لومبارديا في شمال إيطاليا. تبلغ مساحة هذه المدينة 8.5 (كم²)، وترتفع عن سطح البحر م، بلغ عدد سكانها 230 نسمة في عام 2004 حسب إحصاء المعهد الوطني للإحصاء.

## السكان
في سنة 1861 بلغ عدد السكان 763 نسمة، وتطور العدد ليصل في سنة 2011 لـ 213 نسمة.
يظهر هذا المخطط البياني تطور النمو السكاني لـ غاليافولا (بافيا)

## معرض صور

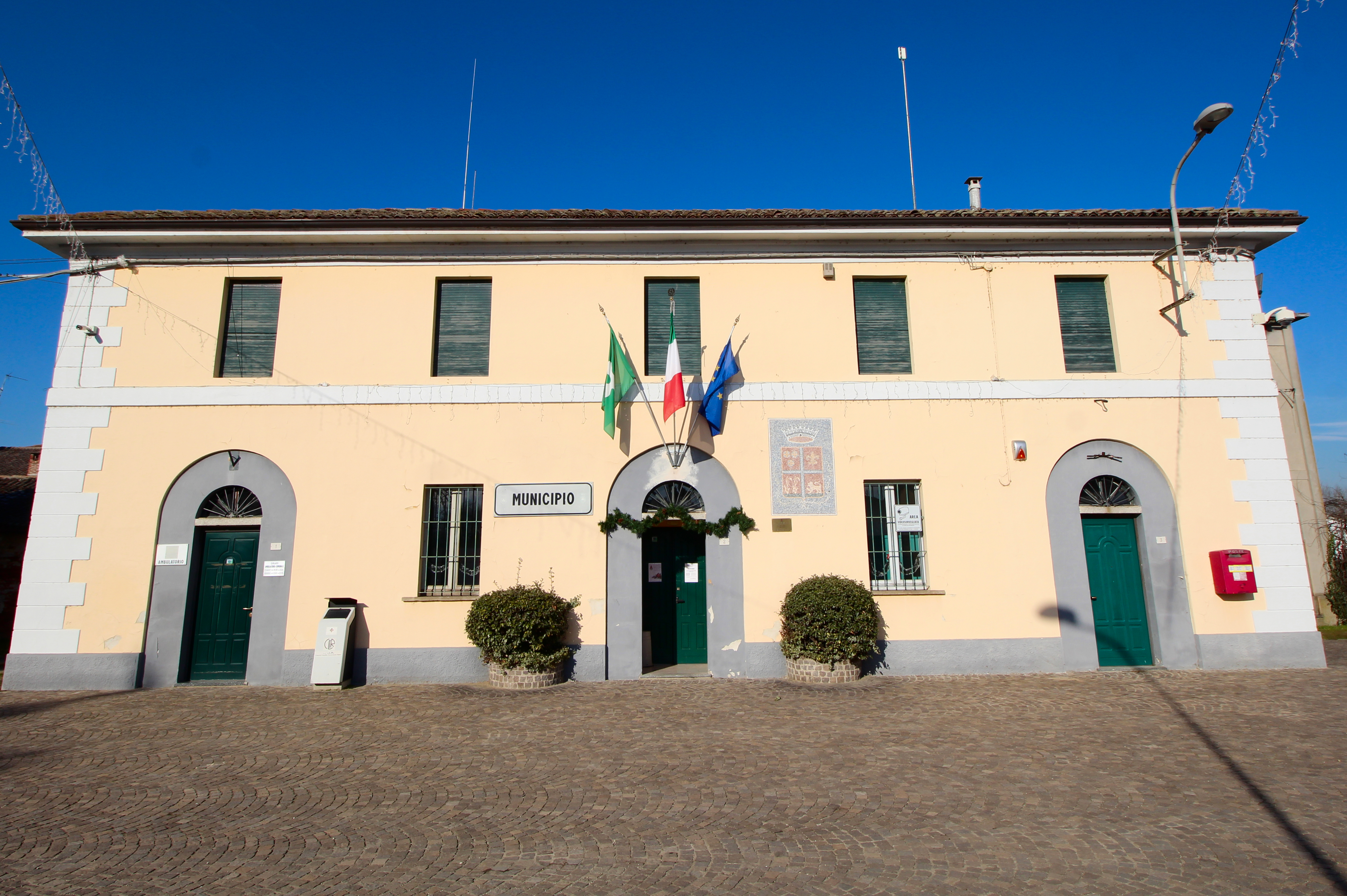
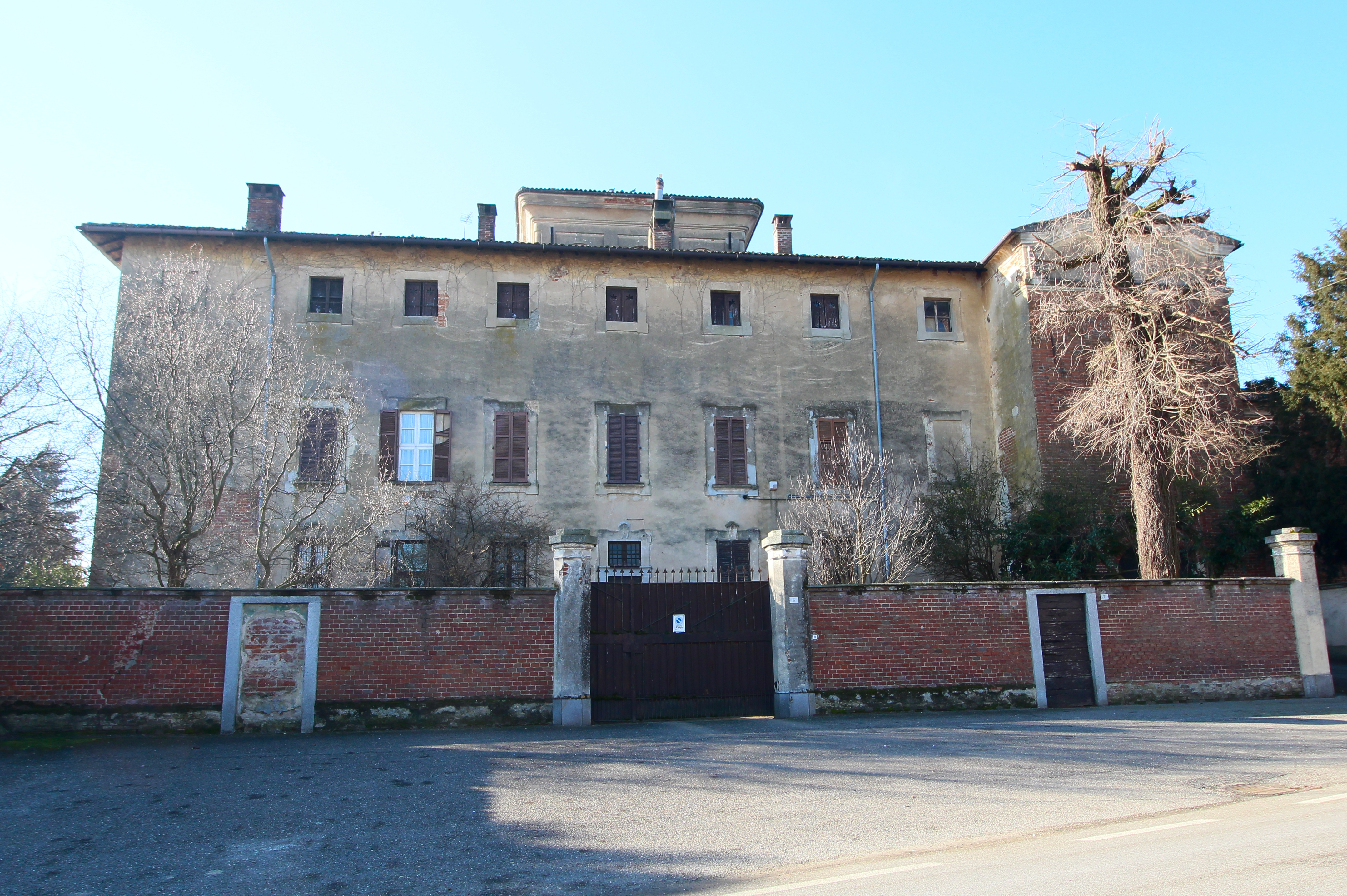
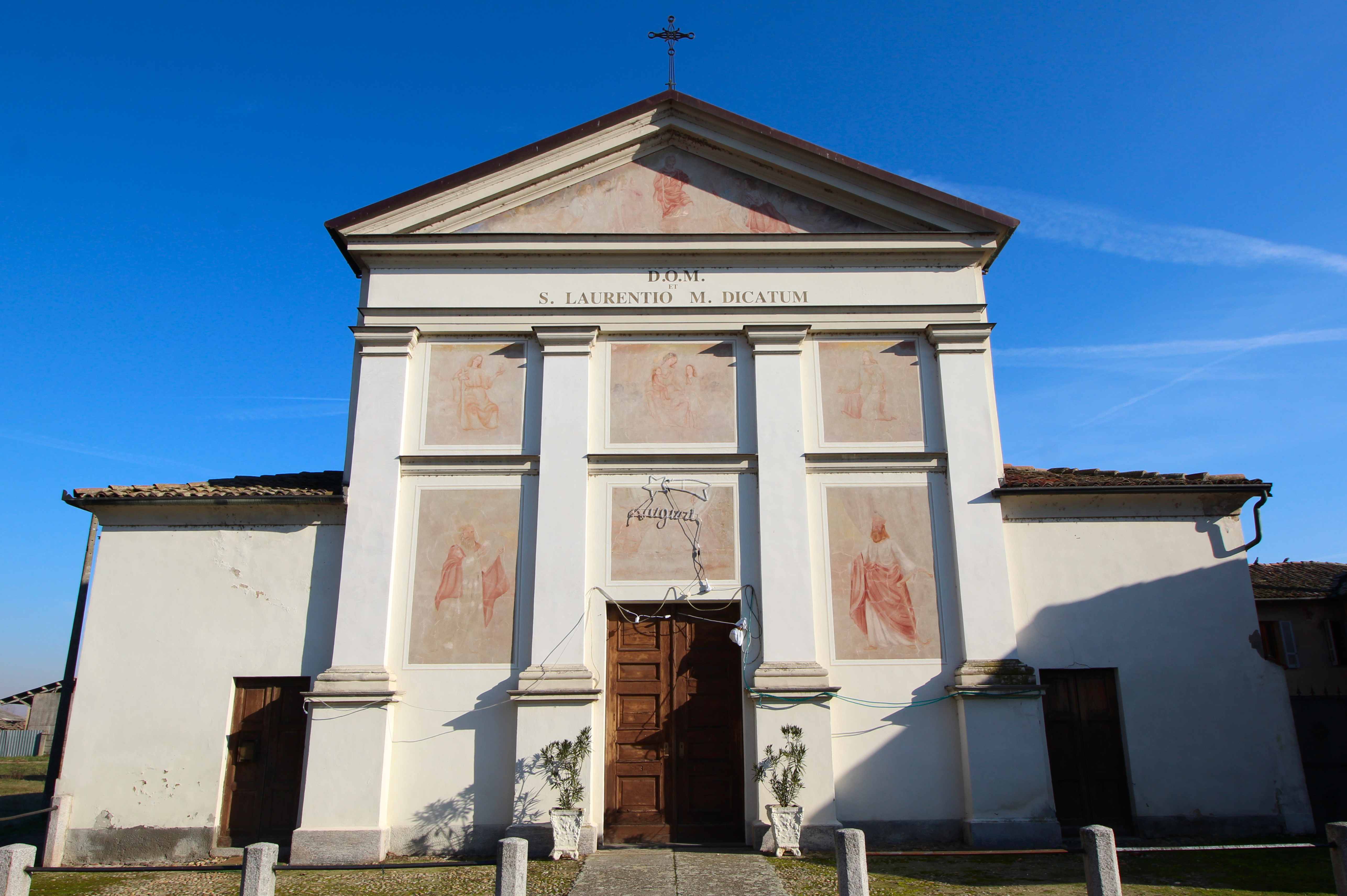
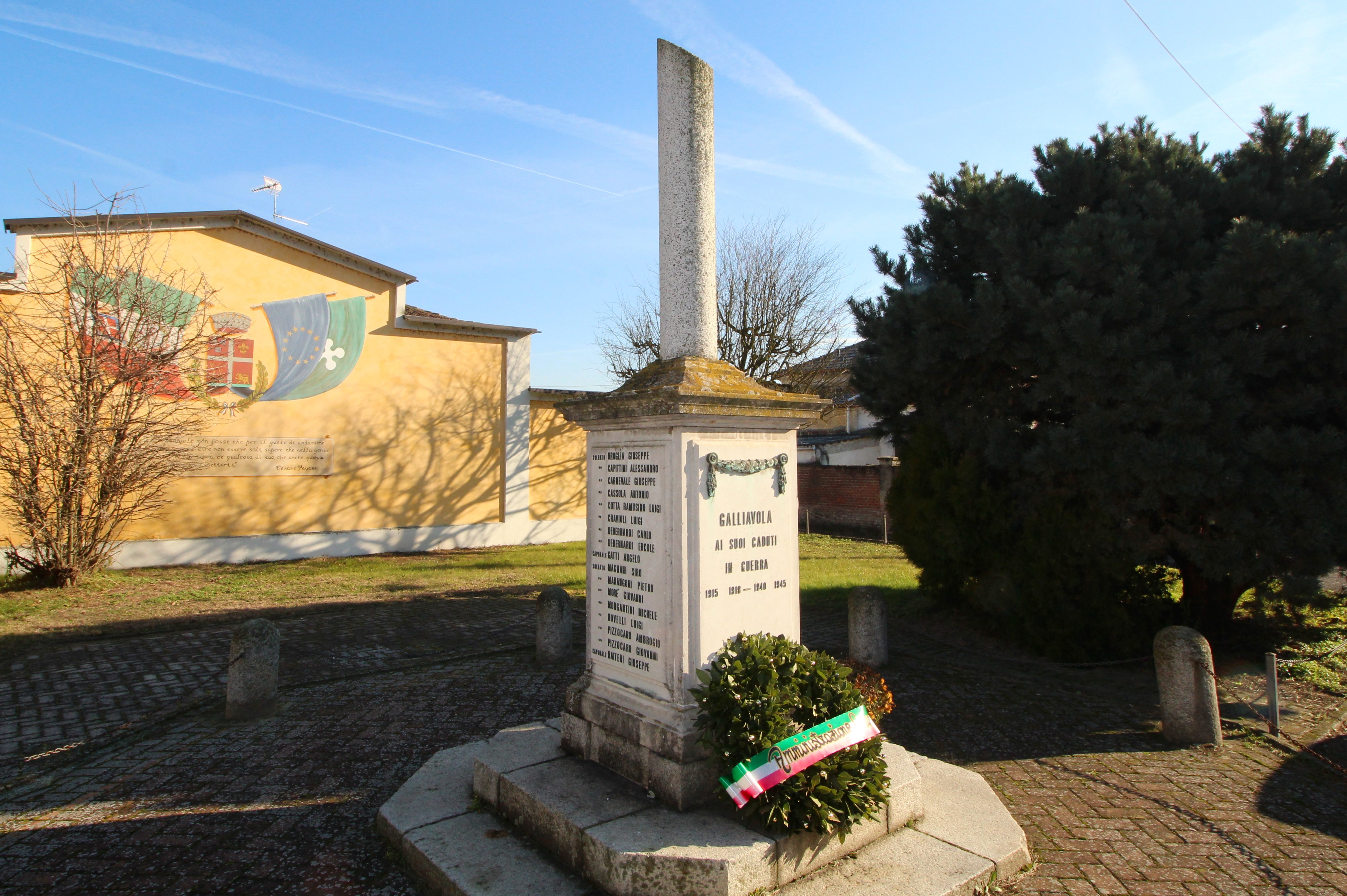
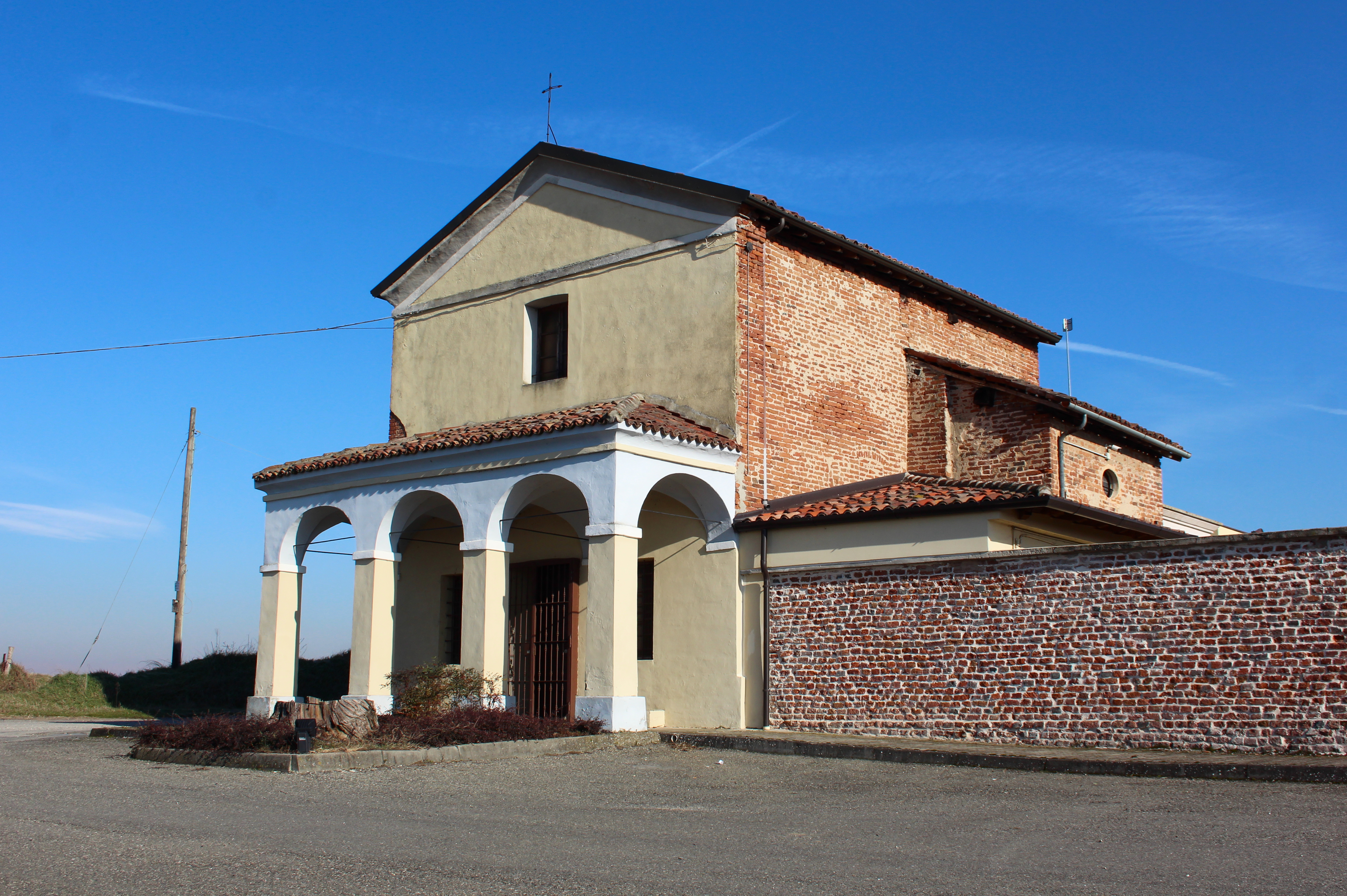